# Corona ceca

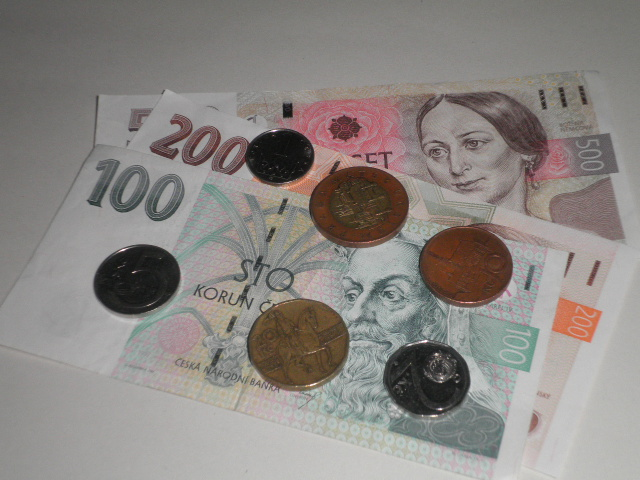
Banconote e monete

La corona ceca (in ceco Koruna česká) è la valuta della Repubblica Ceca dal 1º gennaio 1993, data della dissoluzione della Cecoslovacchia. La nuova moneta ha sostituito la corona cecoslovacca alla pari.
Il nome ufficiale in ceco è Koruna česká (il plurale è Koruny české, ma sulle banconote si trova il genitivo plurale, "korun českých"), il codice ISO 4217 è CZK e la sigla locale è Kč. Fino al 2008 una corona era divisa in 100 haléřů (abbreviato in "h", singolare: haléř), mentre oggi la corona non ha più alcuna suddivisione.
La Repubblica Ceca ha rinviato a tempo indeterminato l'entrata nell'area euro.

## Monete
Esistono monete da 1, 2, 5, 10, 20 e 50 corone. Le monete da 10 e 20 haléřů sono state ritirate dalla circolazione il 31 ottobre 2003, mentre quella da 50 haléřů è stata ritirata il 31 agosto 2008.

## Banconote
Esistono banconote da 100, 200, 500, 1 000, 2 000 e 5 000 corone. La banconota da 20 corone è stata ritirata il 31 agosto 2008,  mentre la banconota da 50 corone è stata ritirata il 1º aprile 2011; entrambe mantengono comunque corso legale.
| Valore  | Dimensioni  | Colore       | Ritratto sul recto |
| ------- | ----------- | ------------ | ------------------ |
| 100 Kč  | 140 × 69 mm | verde chiaro | Carlo IV           |
| 200 Kč  | 146 × 69 mm | arancione    | Comenio            |
| 500 Kč  | 152 × 69 mm | rosa         | Božena Němcová     |
| 1000 Kč | 158 × 74 mm | lilla        | František Palacký  |
| 2000 Kč | 164 × 74 mm | verde scuro  | Emmy Destinn       |
| 5000 Kč | 170 × 74 mm | blu          | Tomáš Masaryk      |